# Neoplocaederus viridipennis
Neoplocaederus viridipennis (лат.) — вид жуков-усачей из подсемейства собственно усачей. Распространён в Анголе, Бенине, Гвинеи-Бисау, Камеруне, Конго, Кот д’Ивуаре, Нигерии, Сьерра-Леоне, Того, Уганде и Центральноафриканской Республике. Кормовым растением личинок является лимба.